# San Juan County, Washington
San Juan County är ett administrativt område i delstaten delstaten Washington, USA. År 2010 hade countyt 15 769 invånare. Den administrativa huvudorten (county seat) är Friday Harbor. 

## Geografi
Enligt United States Census Bureau har countyt en total area på 1 608 km². 453 km² av den arean är land och 1 155 km² är vatten.

### Angränsande countyn
- Whatcom County - nordöst
- Skagit County - öst
- Island County - sydöst
- Jefferson County - syd
- Clallam County - syd/sydväst